# Плочник
Плочник е бивше село в България, намиращо се в Родопите, на 30 км южно от гр. Пловдив, по пътя за с. Ситово и с. Лилково. Под селото тече Дормушевска река (Лилковската река). Заличено от списъка на отделните населени места с указ 757/обн. от 8 май 1971 г, днес населеното място се води административно към с. Бойково.
Днес има две-три запазени стари къщи, покрити с плочи (тикли), на мястото на другите стари къщи има построени вили. Селището е електрифицирано неотдавна.

## История
Според едно предание, селото е създадено от козар, който обикалял със стадото си по баирите. Направил си колиба и намерил момиче от съседните села, така двамата „запалили огнище“ и сложили началото на селото.
Околността на селото явно е населявана от стари времена. На 500 м от селището, както и на 1 км западно и 2 км източно има останки от „калета“ – стари укрепления, защитаващи прохода. Не са провеждани проучвания, които да дадат по-точна датировка на времето на създаването им.
През 1880 г. в селото има 50 къщи с 58 домакинства и 350 жители; през 1884 г. жителите са 367. Има две махали с два мехтепа. Жителите са помаци. Изселването на населението започва още в края на 19 в., като само през 1891 г. селището е напуснато от над 180 души.
Старото име на селото е Дурмушево („дурмуш“ от турски означава „стоя, спирам, застоявам, установявам се“). Според преданието в началото селото има друго име, но е наречено Дурмушево от кадия, който в течение на няколко години заварвал селото все в едно и също състояние – нито растяло, нито намалявало, а стояло все на едно и също положение. С указ № 7 от 23 май 1934 г. е преименувано на Плочник, заради плочестите камъни (т. нар. тикли), с които изобилства околността.
Хората на Плочник говорят чист български език, съхранен през вековете. Занимавали са се с животновъдство, с отглеждане на картофи и ръж и с дърводобив.